# Carmen Cardenal
Carmen Prieto Ruiz (n. Delicias, Chihuahua; 16 de juliol de 1955) coneguda pel seu nom artístic Carmen Cardenal, és una cantant de música ranxera i actriu mexicana.
La seva carrera musical inclou 15 produccions discogràfiques.
Fou nominada com a millor actriu al premi Ariel l'any 1991 per la seva participació a la pel·lícula Tres veces mojado.

## Discografia
- Enséñame a Querer (1978)
- No me mires a los ojos (1979)
- Y me dolió el recuerdo (1979)
- Disco Novela (1979)
- Carmen Cardenal (1980)
- Brilla una Estrella (1982)
- Alegre y Romántica (1983)
- Hijo de la Mala vida (1984)
- Favoritas de Carmen Cardenal (1986)
- De Distinto Modo (1990)
- 20 Grandes éxitos de la Canción Ranchera (2000)
- Muy Norteña Discos Continental (2002)
- Interpreta a Juan Gabriel (2004)
- Un Canto a mi Tierra (2007)
- Norteña de Corazón (2009)
- Sentimentalísimo (2010)
- Pancho Villa Un Canto a tu Corazón (2010)
- Álbum 42 Boleros de Oro (2012)
- Los Originales (2013)

## Filmografia
- La Cosecha de Mujeres (1979)
- El Canto de los Humildes (1980)
- Tijuana Caliente (1980)
- Contrabando Humano (1981)
- Los Fayuqueros de Tepito (1981)
- El Traficante (1982)
- Ratas de la Frontera (1983)
- El Traficante 2 (1984)
- El Puente (1984)
- La Banda de la Sotana Negra (1985)
- El Gato Negro (1985)
- Matanza en Matamoros (1985)
- El Puente 2 (1986)
- Camino al Infierno (1987)
- Muelle Rojo (1987)
- Alto Poder (1988)
- Tres Veces Mojado (1990)
- Bronco (1991)
- La fuerza de la Sangre (1992)
- Conflicto Mortal (1992)
- Me llaman la Chata Aguayo (1994)
- El Baile (1999)
- Las Armas (2012)[2]